# Metropolitana di Erevan
La metropolitana di Erevan (in armeno: Երևանի մետրոպոլիտեն) è una rete di trasporto pubblico di tipo metropolitana che serve la città di Erevan, capitale dell'Armenia.

## Storia

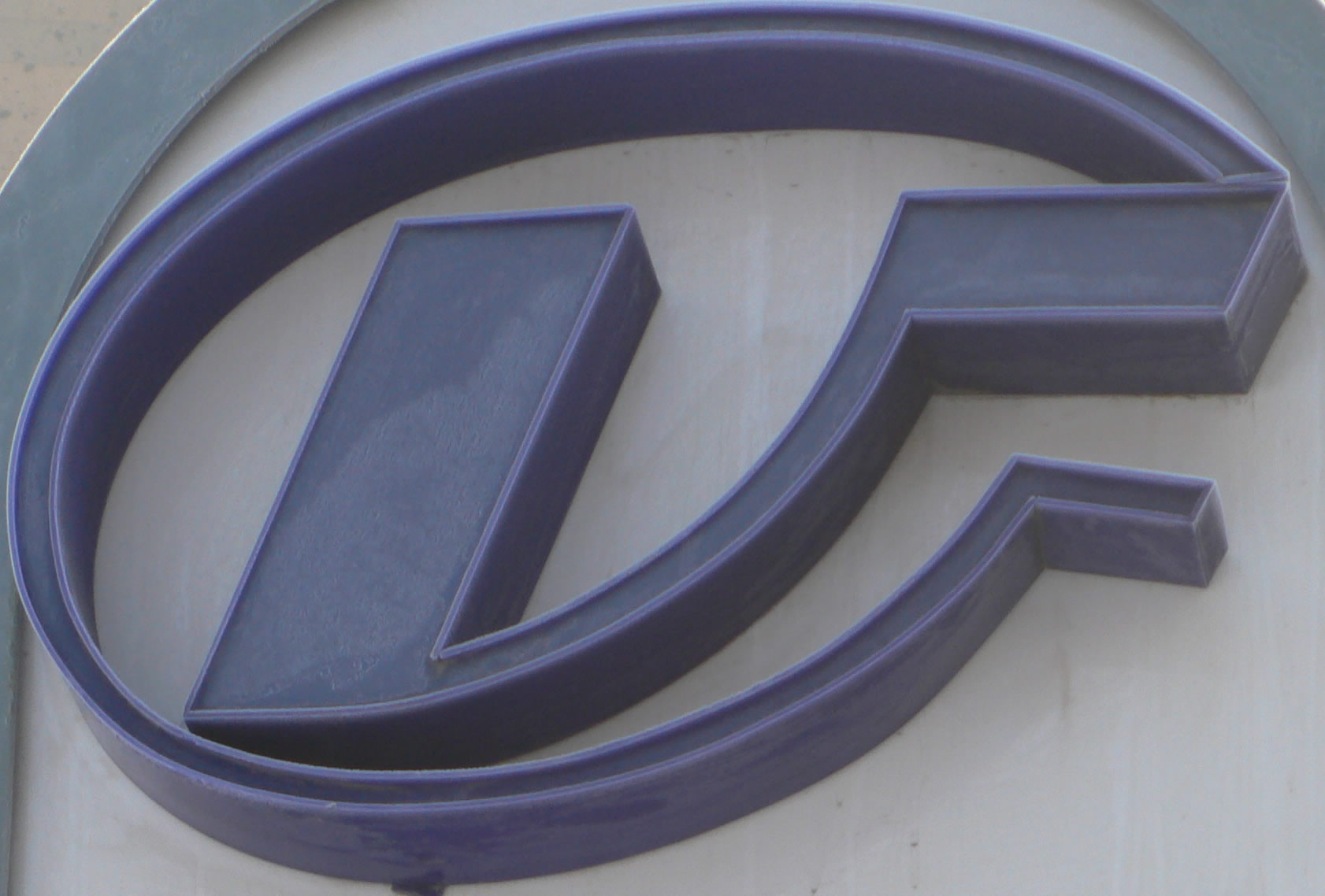
Logo della metropolitana di Erevan

Erevan, città principale dell'Armenia, una volta divenuta capitale della Repubblica Socialista Sovietica Armena fu interessata da uno strepitoso incremento demografico. Essendo caratterizzata da una natura orografica del terreno particolarmente accidentata, tuttavia, si ebbero numerose difficoltà nel mobilitare un così alto numero di persone, risolvibili solo mediante la costruzione di una metropolitana sotterranea. I primi progetti per dotare Erevan di un sistema di trasporto rapido risalgono agli anni 1960 e vennero redatti per impulso di Anton Kochinyan, al tempo primo segretario del Partito Comunista Sovietico in Armenia, che si auspicava in principio la costruzione di una rete tranviaria, anziché di una metropolitana vera e propria, essendo quest'ultimo mezzo di trasporto riservato dalle autorità sovietiche solo per città con più di un milione di abitanti, assenti ad Erevan nel 1972, quando i lavori per il sistema trasportistico ebbero inizio: ipotizzando un futuro ampliamento demografico della città, tuttavia, i tunnel vennero scavati con una sezione che avrebbe consentito loro una riconversione in un sistema metropolitano completo in futuro qualora ne fosse stata ravvisata la necessità.
Alla fine del 1978 più di quattro chilometri di tunnel erano stati scavati e, essendo Erevan cresciuta ulteriormente, si provvedette affinché questi potessero accogliere una linea metropolitana pesante: per evitare intoppi burocratici, tuttavia, il sistema continuò a essere chiamato «Tranvia Rapida» fino alla sua inaugurazione, che avvenne trionfalmente il 7 marzo 1981. Si trattava dell'ottava metropolitana sovietica e, in tale anno, i cittadini di Erevan potevano fruire di quattro stazioni distribuite sul territorio per una lunghezza di 7,6 km: da allora la rete è cresciuta comprendendo dieci stazioni per 13,4 km.
La qualità ingegneristica dell'opera fu tale che nel corso del terremoto che devastò l'Armenia nel 1988 la metropolitana fu tra le poche opere a sopravvivere alle tremende scosse telluriche, riuscendo a essere operative persino il giorno successivo ad esse: la devastazione della nazione colpita dal sisma, tuttavia, pose fine anche all'ambizione di ampliare la rete con altre linee, essendo stato il denaro reperito in tal senso dirottato per finanziare la ricostruzione delle altre infrastrutture di Erevan e dell'Armenia colpite dal terremoto.
Il 28 dicembre 1999 la rete fu ufficialmente intitolata a Karen Demirchyan, l'uomo grazie al quale si rinunciò ai progetti di una tranvia rapida in favore di una metropolitana, appena due mesi prima il suo assassinio nel corso di un attacco terroristico al parlamento armeno.

### Cronologia
| Linea | Segmento                        | Data di inaugurazione |
| ----- | ------------------------------- | --------------------- |
| 1     | Barekamutyun–Davide di Sassun   | 8 marzo 1981          |
| 1     | Davide di Sassun–Gortsaranain   | 11 luglio 1983        |
| 1     | Gortsaranain–Shengavit          | 26 dicembre 1985      |
| 1     | Shengavit–Piazza Garegin Nzhdeh | 4 gennaio 1987        |
| 1     | Shengavit–Charbakh              | 26 dicembre 1996      |

## Caratteristiche
| Unknown route-map component "extKBHFa" |

| Unknown route-map component "extBHF" |

| Unknown route-map component "tKBHFxa" |

| Unknown route-map component "tBHF" |

| Unknown route-map component "tBHF" |

| Unknown route-map component "tBHF" |

| Unknown route-map component "tBHF" |

| Unknown route-map component "tBHFe@g" |

| Unknown route-map component "KBSTaq" | Unknown route-map component "ABZg+r" |  |

| Unknown route-map component "tBHFa@f" |

|  | Unknown route-map component "tBHF" |

| Unknown route-map component "tKBHFaq" | Unknown route-map component "tABZgr" |  |

|  | Unknown route-map component "ABZgl" + Unknown route-map component "PORTALg" | Unknown route-map component "KDSTeq" |

| End station |

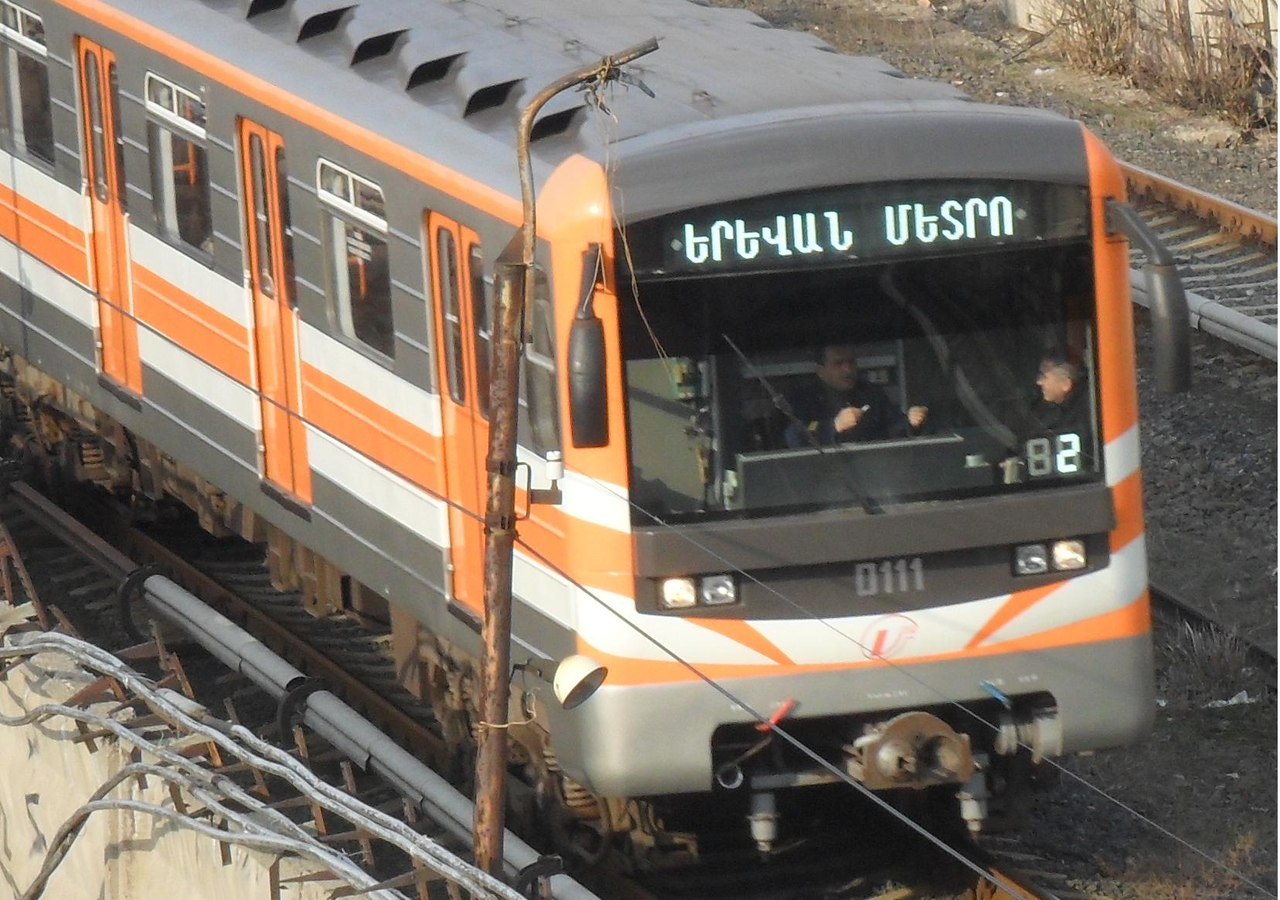
Treno della metropolitana di Erevan

Oggi la metropolitana copre 13,8 km di tracciato su una sola linea, con corse ogni cinque minuti dalle 6:30 del mattino alle 11 della sera e con un servizio shuttle separato operativo sulla tratta Shengavit-Charbakh: utilizzata da circa 60,000 passeggeri al giorno, con un picco di 14.9 milioni di passeggeri globali registrati nell'intero anno, l'utenza della metropolitana di Erevan ha conosciuto un drastico decremento (di circa il 20%) a 50,000 passeggeri giornalieri in seguito a un raddoppio del costo del titolo di viaggio. Il sistema dà lavoro a circa 1,200 persone. Interessante il sistema per cronometrare i tempi di attesa per il prossimo treno, allorché gli orologi digitali si resettano a "00:00" quando una locomotiva lascia la stazione, con le cifre che incrementano progressivamente sino all'arrivo del treno successivo.
La linea corre in profondità o in sub-superficie a causa della morfologia peculiare del terreno di Erevan. Così come di consueto nelle reti metropolitane sovietiche, la maggior parte delle stazioni è riccamente decorata con ornamentazioni recanti simboli patri armeni e con stilemi architettonici tardo-sovietici in modo tale da alludere alle capacità dell'architettura, dell'ingegneria civile e generalmente dell'ingegno dell'USSR.

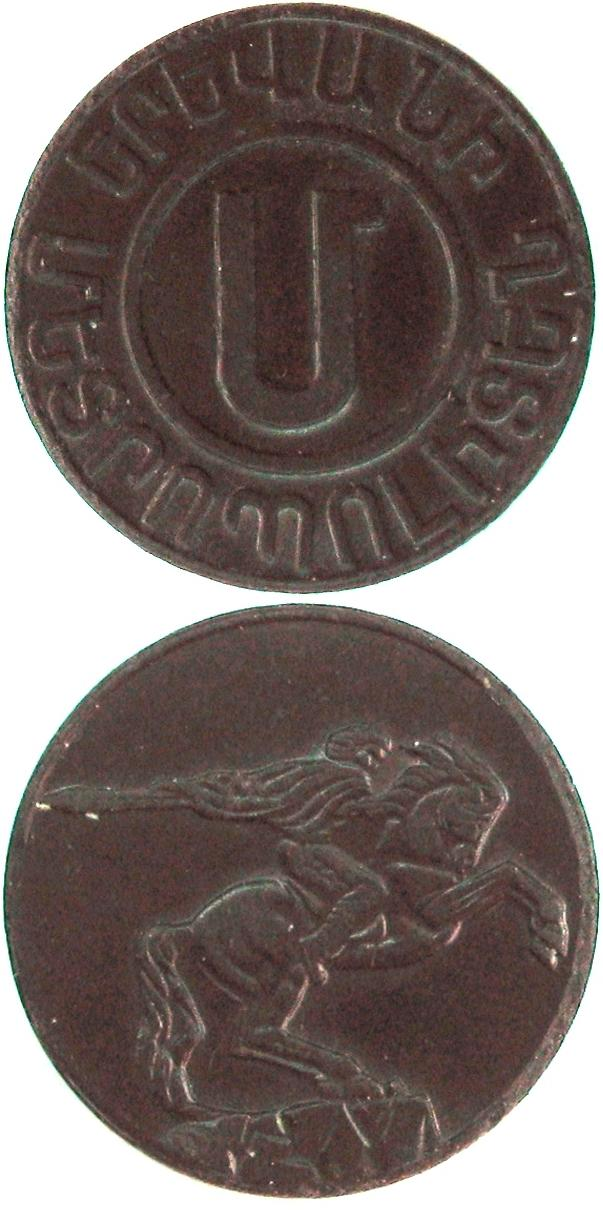
Gettoni della metropolitana di Erevan

Alla sua inaugurazione in principio la metropolitana era priva di un deposito, e i servizi di trazione venivano ricoverati ed eventualmente riparati in alcuni alloggiamenti di servizio ubicati nei raccordi di inversione: il deposito di Charbakh fu inaugurato solo nel 1985, in occasione della seconda estensione della rete. All'inizio degli anni 1990 la metropolitana era dotata di settanta vagoni, tutti di modello 81-717/714, e in grado di assemblarsi formando dodici treni dotati di tre unità di trazione ciascuno. Molte delle carrozze intermedie, infatti, erano state vendute alle metropolitane di Mosca e San Pietroburgo in cambio di revisioni e ripari alle unità motrici, impossibili da effettuare nel deposito di Charbakh.
Nel 2000-2001, per motivazioni economici, tutte le locomotive intermedie 81-714 cessarono di essere esecutive e il materiale rotabile della metropolitana di Erevan si ridusse a soli tredici treni 81-717 di due unità di trazione, di cui dodici operativi sulla linea principale e una sul servizio shuttle. Il budget annuale della metropolitana di Erevan nel 2002 era di un miliardo e 440 milioni di dram armeni (circa 2.5 milioni di dollari), di cui 800 milioni di dram provenienti da finanziamenti statali. Il resto della cifra era coperto dalla bigliettazione e dai proventi delle affissioni pubblicitarie distribuite nella rete. Una corsa singola sulla metropolitana di Erevan costa al 2018 cento dram (circa 25 centesimi): al posto di titoli di viaggio cartacei, inoltre, per superare le obliteratrici e accedere alle banchine i passeggeri devono fare ricorso a gettoni arancioni di plastica, erogati presso le apposite macchinette e raffiguranti nel recto e nel verso il logo della metropolitana e un'effigie di Davide di Sassun. 

## Progetti

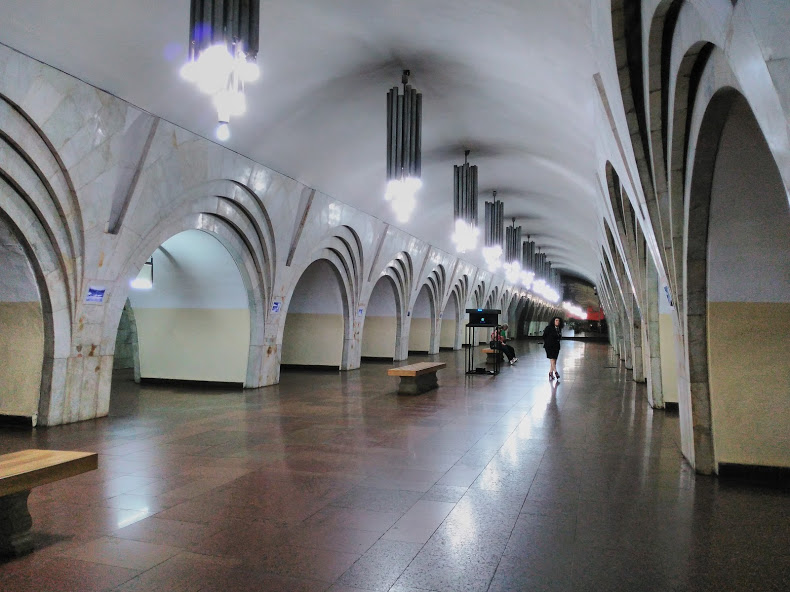
La stazione di piazza della Repubblica

Malgrado l'ottimismo dovuto a una città sempre in forte crescita dal punto di vista demografico e socioeconomico la metropolitana di Erevan è sottosviluppata e, malgrado le sue potenzialità, non forma la spina dorsale trasportistica della città: non è interessata da estensioni dal 1989, nonostante l'apertura di un servizio shuttle Shengavit–Charbakh, avendo perso ogni priorità dopo il tremendo terremoto che ha devastato la città nel 1988. Tutti i lavori e gli interventi iniziati nei tardi anni ottanta sono al corrente in uno stato di stallo.
Inoltre, dal momento che la metropolitana non è riuscita a raggiungere i quartieri residenziali più importanti prima del terremoto e delle crisi economiche che hanno colpito la giovane nazione armena dopo il conseguimento dell'indipendenza, la popolazione locale preferisce di gran lunga fare ricorso all'estesissima rete di minibus: da ciò deriva la bassa frequentazione, di circa 12.1 milioni di passeggeri annui nel 2004, fra i più bassi nel mondo. La prossima estensione, in ogni caso, qualora venisse mai realizzata, porterà la linea alle zone di Achapnyak e Nazarbekyan.
Sebbene con l'attuale sviluppo della rete tale ipotesi sia al corrente assai improbabile, sono previsti progetti per una seconda e terza linea di metropolitana, che incrociandosi nei punti focali del centro città in questo modo formerebbero il tipico schema ferroviario secante, particolarmente diffuso nelle realtà sovietiche (si pensi al caso di San Pietroburgo).